# جامعة دنيبرو الحكومية التقنية
جامعة دنيبرو الحكومية التقنية مؤسسة تعليم عالي أوكرانية، (بالأوكرانية: Дніпровський державний технічний університет) هي جامعة تقع في دنيبروبتروفسك أوبلاست، أوكرانيا. تأسست هذه الجامعة في سنة 1920